# ワールドサッカー ウイニングイレブン 2013
『ワールドサッカー ウイニングイレブン2013』（英語表記：WORLD SOCCER Winning Eleven 2013、欧州名：Pro Evolution Soccer 2013）は、コナミデジタルエンタテインメントから発売されたサッカーゲーム。ウイイレシリーズとしては今作で17作目（PS（2000も含む）、PS3、PS3の通算。Jリーグ版、ファイナルエヴォリューション等は除く）である。略称は『ウイイレ 2013』、イメージキャラクターは香川真司。UEFAチャンピオンズリーグとUEFAヨーロッパリーグ、コパ・リベルタドーレスも引き続き搭載。
PESフルコントロールやプレイヤーID、新たなAIとしてProActive AIを搭載、新モーションを多数搭載し、より一層リアルになった。一方で、リーグモードやレジェンズモード等のメインモードとなりうる要素が削除され、ゲームシステムの縮小が図られた。

## ライセンス

### クラブライセンス
- リーガ・エスパニョーラ
  - フルライセンス
- セリエA
  - イタリアリーグという偽名で登場。全クラブが実名。
- リーグ・アン
  - フルライセンス
- プレミアリーグ
  - イングランドリーグという偽名で登場。マンチェスター・ユナイテッドFCのみ実名。ただし、リーグの他チームも、選手名は実名。
- エールディヴィジ
  - フルライセンス
- スーペル・リーガ
  - ポルトガルリーグという偽名で登場。FCポルト、SLベンフィカ、スポルティングCP、SCブラガのみ実名。PS3版以外は4チームのみで未収録。
- ブンデスリーガ
  - リーグは未収録 バイエルン・ミュンヘンとシャルケ04のみ収録。
- ブラジレイロ・セリエA
  - ブラジルリーグという偽名で登場。全クラブが実名。PS3版以外は未収録。
- Jリーグ
  - 2012年11月29日よりJ.LEAGUEパックとしてPSNによるダウンロード販売がされた。2012シーズンのJ1・J2全40クラブ収録。価格は1800円。今回はマスターリーグにも対応しているが、ヨーロッパ、ブラジルリーグとの連動は無い。エディットモードでの選手エディット、移籍、ゲームプラン変更もできず、体験版と製品版の中間のような仕様となっている。今作ではエキシビションのみに使用できる無料体験版も同日配信された。

### ナショナルチーム
| ヨーロッパ - ドイツ - オーストリア - ベルギー - ボスニア・ヘルツェゴビナ Fict. - ブルガリア - クロアチア - デンマーク - スコットランド - スロバキア Fict. - スロベニア - スペイン - フィンランド - フランス - ウェールズ Fict. - ギリシャ - ハンガリー - イングランド - アイルランド - 北アイルランド - イスラエル - イタリア - モンテネグロ Fict. - ノルウェー - オランダ Fict. - ポーランド - ポルトガル - チェコ - ルーマニア - ロシア - セルビア Fict. - スウェーデン - スイス - トルコ - ウクライナ Fict. | アフリカ - アルジェリア Fict. - アンゴラ Fict. - カメルーン - コートジボワール - エジプト - ガーナ - ギニア Fict. - マリ Fict. - モロッコ Fict. - ナイジェリア Fict. - セネガル Fict. - 南アフリカ共和国 - チュニジア Fict. - ザンビア New Fict. 北・中・南米 - カナダ Fict. - コスタリカ Fict. - アメリカ合衆国 Fict. - ホンジュラス Fict. - メキシコ Fict. - パナマ Fict. - アルゼンチン - ボリビア - ブラジル - チリ - コロンビア - エクアドル Fict. - パラグアイ Fict. - ペルー - ウルグアイ - ベネズエラ Fict. | アジア・オセアニア - オーストラリア - カタール Fict. - 中華人民共和国 Fict. - 北朝鮮 Fict. - 韓国 Fict. - サウジアラビア Fict. - アラブ首長国連邦 Fict. - イラク Fict. - イラン Fict. - 日本 - ヨルダン Fict. - クウェート Fict. - レバノン New Fict. - ニュージーランド - オマーン NEW Fict. - タイ Fict. - ウズベキスタン Fict. クラシックチーム - イングランド Fict. - フランス Fict. - ドイツ Fict. - イタリア Fict. - オランダ Fict. - アルゼンチン Fict. - ブラジル Fict. |

Notas

太字 – フルライセンス

New – 2013から収録される国

Fict. – 偽名で収録される国

## スタジアム
イングランド
- オールド・トラッフォード（マンチェスターユナイテッド）
- ウェンブリー・スタジアム（イングランド代表）

スペイン
- サン・マメス（アスレティックビルバオ）
- エスタディオ・ビセンテ・カルデロン（アトレティコ・マドリー）
- エスタディ・コルネリャ＝エル・プラット（エスパニョール）
- コリセウム・アルフォンソ・ペレス（ヘタフェ）
- エスタディオ・シウダ・デ・バレンシア（レバンテ）
- エスタディオ・ラ・ロサレーダ（マラガ）
- エスタディオ・レイノ・デ・ナバーラ（オサスナ）
- サンチャゴ・ベルナベウ（レアル・マドリー）
- エスタディオ・ラモン・サンチェス・ピスフアン（セビージャ）
- エスタディオ・デ・メスタージャ（ヴァレンシア）

フランス
- スタッド・ド・フランス（パリ・サンジェルマン / フランス代表）
- ルイ二世スタジアム（モナコ）

イタリア
- サンシーロ（ミラン）
- ジュゼッペ・メアッツァ（インテル）
- スタディオ・オリンピコ・ディ・ローマ（ローマ / ラツィオ / イタリア代表）
- ユヴェントス・スタジアム（ユヴェントス）

ドイツ
- アリアンツ・アレナ（バイエルン）

ポルトガル
- エスタディオ・ド・ドラゴン（ポルト）
- エスタディオ・ジョゼ・アルヴァラーデ（スポルティング）
- エスタディオ・ダ・ルス（ベンフィカ）

ブラジル
- エスタジオ・ド・モルンビー（サンパウロFC）
- ヴィラ・ベルミーロ（サントス）

日本
- 埼玉スタジアム2002（浦和レッズ / 日本代表）

## ボール
- Classic
- Plain
- WE-PES 00′s
- WE-PES 30′s
- WE-PES 40′s
- WE-PES 50′s
- WE-PES 60′s
- WE-PES 2002
- WE-PES 2003
- WE-PES 2007
- WE-PES 2008
- WE-PES 2009 Claw
- WE-PES 2010
- WE-PES 2011
- WE-PES 2012
- WE-PES 2013
- Adidas Predator Capitano / White
- Adidas Predator Capitano / Blue
- Nike MAXIM
- Puma Powercat 1.12
- Puma EVOSPEED 3
- Umbro NEO 2 PROFESSIONAL

初回特典のシリアルコードによって、UEFAチャンピオンズリーグの歴代ボールを追加できる。
UEFA Champions LeagueモードのEXTHIBITION MATCHIのみ使用可能。
- Adidas Finale 2001
- Adidas Finale 2005
- Adidas Finale 2009 Rome
- Adidas Finale 2011 Wembley

## 実況・解説
実況：ジョン・カビラ
解説：北澤豪、名波浩

## データパック2.0事件
PS3版発売日から1週間後の2012年10月11日に夏の移籍を反映させた大型アップデートが予定されていた。これは当日17時 - 19時のサーバーメンテナンス後に配信される予定だったが、約3時間の遅延が生じ22時ごろダウンロード可能となった。ところがデータパックを適用したユーザーの多数からフリーズおよびエディットデータ消失の症状が報告され、ダウンロードが差し止められた。

### 経緯
- 17時ごろ
  - サーバーメンテナンス開始に伴いオンラインサービスが停止する。
- 19時ごろ
  - データパック2.0の母体となるパッチ1.01がPlayStation Network経由で配信される。
- 21時ごろ
  - オンラインサーバーが再開し、一見ダウンロード可能になるがエラーでダウンロードできず。
  - この間、遅延やエラーの説明はなく混乱が広がる。
- 22時ごろ
  - データパック2.0のダウンロードが開始されるが、適用したユーザーから不具合が報告される。

### 影響
当日17時やそれ以前から待っていたユーザーにとっては、長時間待たされた挙句フリーズでゲームそのものができなくなるという状況となった。ゲームシステムの仕組みから重要なアップデートとなるうえ、夕方19時という時間だったことから多くのユーザーが影響を受けた。ライバルのサッカーゲームである、FIFAシリーズに欧州・北米での人気を取られ、長年のユーザーの要望が反映されないなど不満が高まっていた状況に、火に油を注ぐ形となった。
その後もオンラインを中心に複数の不具合が報告され、ゲームを起動するたびにお詫びのメッセージが表示される状態が2か月ほど続いた。
11月29日になると、J.LEAGUEパック発売と同時にパッチが公開され、上記のデータパック問題は解決した。ところが発売されたJ.LEAGUEパック（1800円）は前バージョンで自由に行えたエディットや選手移籍が一切できないなど、制限が強いものだった。さらに公式ホームページ上の商品説明に誤植（体験版との比較を兼ねた表でエディット不可の文章がエディットモードではなくマッチモードの欄にあった）があったことから、公式Facebookが再び炎上することとなった。